# Figulus yunnanensis
Figulus yunnanensis es una especie de coleóptero de la familia Lucanidae.

## Distribución geográfica
Habita en Yunnan y Vietnam.